# 푸예우에 (칠레)
푸예우에(스페인어: Puyehue)는 칠레 로스라고스 주 오소르노 현의 코무나이다.